# Гозница
„Гозница“ е квартал на град Ловеч, най-големият жилищен квартал на града по площ. Развива се с лека и преработвателна промишленост.

## География

### Релеф и микроклимат
Разположен е в западната част на Ловеч. На площ от 130 хектара, с жилищна част от около 100 хектара. Средна надморска височина 235 м. Релефът е хълмист на запад и юг и равнинен на север. В западна посока се намира връх Кулата с надморска височина 418 м и тамошната крепост. В югозападна посока е ридовият хълм Стената (Чукаря). В подножието на тези хълмове е язовир „Голямата Ялия“. От местността Гьоловете е изворът на реката Гознешка бара, която преминава през квартала и цялата северна част на Ловеч. Територията на кв. „Гозница“ попада в умерения пояс със средна степен на слънчево греене. В квартала духат предимно северозападни ветрове.

### Местоположение
На запад кв. „Гозница“ граничи със землището на с. Радювене, на юг – с местността Бабаковец – вилната зона на града. На изток е Околовръстното шосе и авто- и жп гарата. В северна посока е кв. „Продимчец“.
По преброяването през 1910 г. населението с околностите е 1650 постоянни жители. Към 2019 г. броят на населението кв. „Гозница“ е 3215 жители по постоянен и настоящ адрес.

## История
Квартал „Гозница“ произлиза от едноименното село, намиращо се в центъра на квартала. Селото е основано 1835 г. след реформите в собствеността в Османската империя. Земите са разпродадени на заселници от селата Владиня, Голец, Микре, Шахън-кая – Соколово и др. Най-големият бум в населението и най-богато е било до 1912 година, като в много от 70-те рода има над 5 деца и с обща численост 1650 човека Гозница се нарежда сред преуспелите села в околията. Общински център с изворче и махалите с Продимчец и околните колиби населението наброява над 2200 жители.
Войните нанасят много жертви по полетата на Дойран, при завоя на река Черна, на Чаталджа, а върналите се осакатени нанасят удар на семействата, които ги гледат. На селото му трябват години да се отърси от ужаса на войната.
В следвоенните години настъпва и подем в местната промишленост. Основани са кооперация за млекопреработване, читалище и е разширено открито през 1890 г. училище „Св. св. Кирил и Методий“. През 1946 г. е създадено ТКЗС – с. Гозница, в което се развива овцевъдство и земеделие. След 1989 г. населението наброява повече от 8000 жители, но започва да намалява, миграцията и емиграцията обезлюдяват част от квартала.